# Вилкау-Хаслау
Вилкау-Хаслау (њем. Wilkau-Haßlau) град је у њемачкој савезној држави Саксонија. Једно је од 33 општинска средишта округа Цвикау. Према процјени из 2010. у граду је живјело 11.304 становника. Посједује регионалну шифру (AGS) 14524320.

## Географски и демографски подаци
Вилкау-Хаслау се налази у савезној држави Саксонија у округу Цвикау. Град се налази на надморској висини од 280 метара. Површина општине износи 12,7 km². У самом граду је, према процјени из 2010. године, живјело 11.304 становника. Просјечна густина становништва износи 889 становника/km².

## Међународна сарадња
| Мјесто     | Држава    | Врста сарадње | Од    |
| ---------- | --------- | ------------- | ----- |
| Бар ле Дик | Француска | партнерство   | 1990. |
| Ђенк       | Мађарска  | партнерство   | 1990. |
| Извор      |           |               |       |